# 夷公 (陳)
夷公（いこう）は、西周の諸侯である陳の君主（在位前781年 - 前778年）。姓は嬀、名は説。武公の子として生まれた。武公の後をうけて陳国の君主となった。